# Ubinskoe
Ubinskoe (in lingua russa: Убинское) è una città della Russia situata nella Siberia meridionale, nell'Oblast' di Novosibirsk. La città è il capoluogo amministrativo del distretto di Ubinskij (in lingua russa Убинский Район, letteralmente Ubinskij Rajon).